# SN 2003gp
SN 2003gp – supernowa typu II odkryta 23 lipca 2003 roku w galaktyce UGC 10160. W momencie odkrycia miała maksymalną jasność 18,60m.